# Hell: The Sequel
Hell: The Sequel is de debuut-ep van Bad Meets Evil, een Amerikaans hiphopduo bestaande uit Royce da 5'9" en Eminem. De ep werd oorspronkelijk op 13 juni 2011 door Shady Records en Interscope Records uitgebracht. De Amerikaanse uitgave volgde op 14 juni 2011.
De ep bevat voornamelijk hardcore rap en midwestrap, met nummers als "Welcome 2 Hell", "Above the Law" & "Loud Noises" en "Fast Lane". Thema's van de nummers zijn drugs, seks en serieuzere thema's zoals beroemdheid en muziekpiraterij. De titel en cover van de ep werden in mei 2011 bekendgemaakt.
Hell: The Sequel werd positief beoordeeld. Het album debuteerde op nummer 1 in de Amerikaanse Billboard 200-lijst, met in totaal 171.000 verkochte albums. Het album haalde de 25e plaats in de GfK Dutch Charts.

## Nummers
| Nr. | Titel                             | Schrijver(s) | Producer(s)                          | Duur |
| --- | --------------------------------- | --- | ------------------------------------ | ---- |
| 1.  | Welcome 2 Hell                    | Marshall Mathers, Ryan Montgomery, Kejuan Muchita, Michael Crawford                                                                         | Havoc, Magnedo7*                     | 2:57 |
| 2.  | Fast Lane                         | Mathers, Montgomery, Luis Resto, Dwayne Chin-Quee, Jason Gilbert, Sly Jordan                                                                | Supa Dups, Eminem*, JG*              | 4:09 |
| 3.  | The Reunion                       | Mathers, Montgomery, Resto, Joey Chavez, Tavish Graham, Andre Young, Mark Batson, Dawaun Parker, Trevor Lawrence, Mike Elizondo, Sean Cruse | Sid Roams, Eminem*                   | 4:50 |
| 4.  | Above the Law                     | Mathers, Montgomery, Denaun Porter, Tony Jackson, Claret Jackson, J. Williams, P. Zora                                                      | Mr. Porter                           | 3:29 |
| 5.  | I'm on Everything (met Mike Epps) | Mathers, Montgomery, Porter, Tony Jackson                                                                                                   | Mr. Porter                           | 4:31 |
| 6.  | A Kiss                            | Mathers, Montgomery, Shondrae Crawford, Sonti Brown                                                                                         | Bangladesh, BranNu                   | 4:34 |
| 7.  | Lighters (met Bruno Mars)         | Mathers, Montgomery, Peter Hernandez, Philip Lawrence, Ari Levine, Roy Battle                                                               | Eminem, The Smeezingtons, Battle Roy | 5:03 |
| 8.  | Take from Me                      | Mathers, Montgomery, Porter, Jackson, C. Jackson                                                                                            | Mr. Porter, 56*                      | 3:25 |
| 9.  | Loud Noises (met Slaughterhouse)  | Mathers, Montgomery, Joe Budden, Joell Ortiz, Dominic Wickliffe, Porter, Jackson, Resto                                                     | Mr. Porter, Eminem*                  | 4:20 |

| Nr. | Titel        | Schrijver(s)                                                                                     | Producer(s) | Duur |
| --- | ------------ | ------------------------------------------------------------------------------------------------ | ----------- | ---- |
| 10. | Living Proof | Mathers, Montgomery, Porter, Jackson, James Brown                                                | Mr. Porter  | 3:55 |
| 11. | Echo         | Mathers, Montgomery, Khalil Rahman, Erik Alcock, Danny Tannenbaum, Liz Rodrigues, Columbus Smith | DJ Khalil   | 4:55 |

(*) coproducent